# Hayden (Musiker)

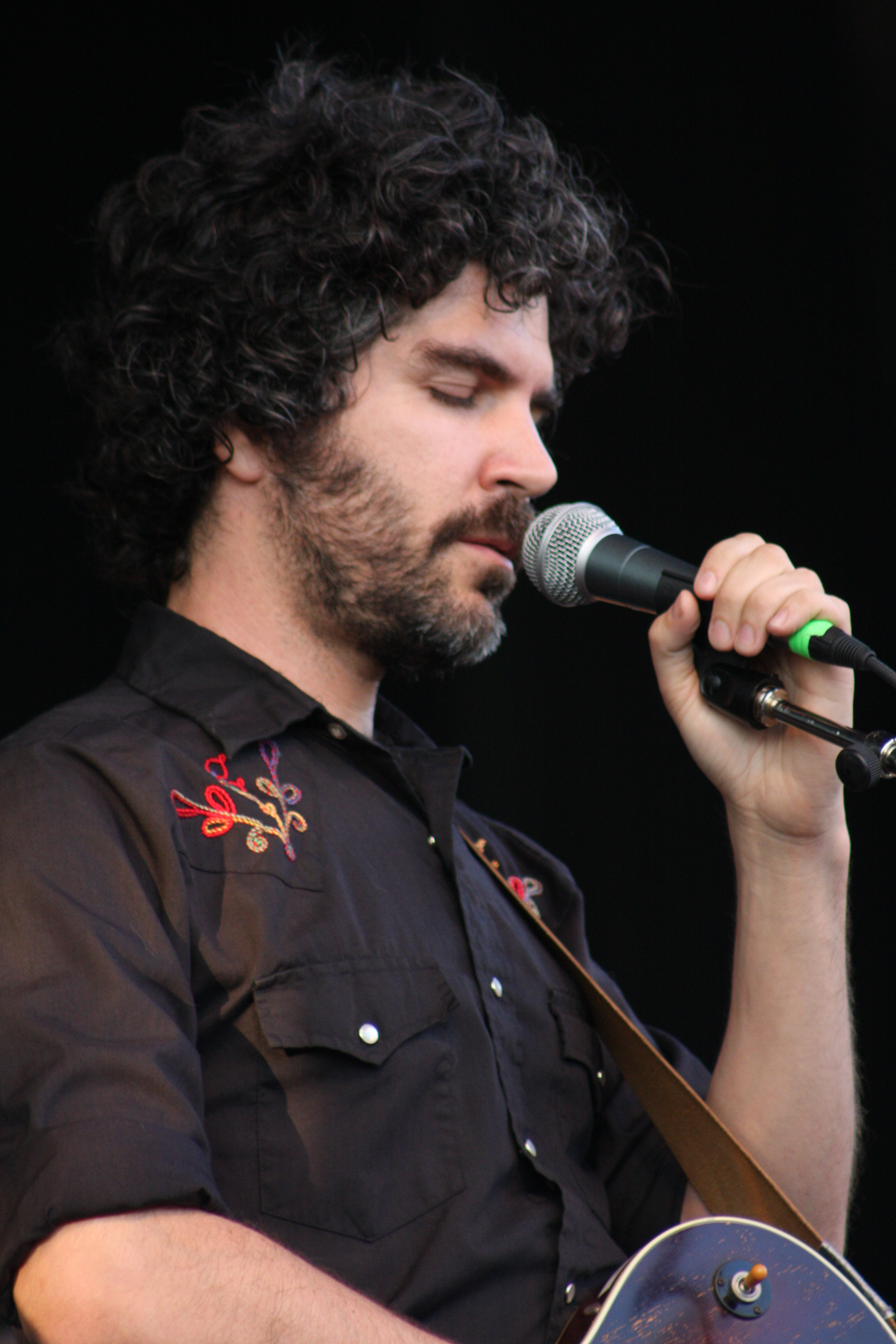
Hayden

Paul Hayden Desser (* 12. Februar 1971 in Thornhill, Ontario) ist ein kanadischer Singer-Songwriter. Er tritt als Hayden auf.

## Werdegang
Sein Vater ist Sherwin S. Desser, ehemaliger Professor der Parasitologie an der Universität von Toronto, der auch zeitgenössische Bildende Kunst macht. Hayden war auf dem Ryerson Polytechnical Institute (jetzt Ryerson University) in Toronto und machte 1993 den Abschluss Bachelor of Applied Arts für Kunst in Radio und Fernsehen. Seine frühen Werke sind eine Mischung aus Grunge und Alternative Country, zu hören auch seinem ersten kompletten Album Everything I Long For, veröffentlicht 1995. Seitdem sind seine Arbeiten zunehmend ruhiger und reifer geworden. Seine letzten Aufnahmen 2004 Elk Lake Serenade sind fast ausschließlich ruhig, akustisch und ausgearbeitet. Im Jahr 1996 spielte Hayden in beiden Nächten von Neil Youngs jährlichem Bridge School Concert und 1998 tourte Hayden durch Nordamerika mit kompletter Band für „The Closer I Get“.

## Diskografie
- 1994: In September (Kassette; Paul Records/Hardwood Records)
- 1995: Everything I Long For (Hardwood Records)
- 1996: Lunar Landing Confirmed (7" split with Poledo; Squirtgun Records)
- 1996: Mild and Hazy (Hardwood/Lunamoth)
- 1996: Moving Careful (Sonic Unyon/Hardwood)
- 1997: Carry On Mentality (7"; Landspeed Records)
- 1998: The Closer I Get (Hardwood Records/Universal Music Canada)
- 2001: Skyscraper National Park (Hardwood/Universal)
- 2002: Live at Convocation Hall (Hardwood/Universal)
- 2004: Elk-Lake Serenade (Hardwood/Universal)
- 2007: In Field & Town (Hardwood/Universal)
- 2009: The Place Where We Lived (Hardwood)
- 2013: Us Alone (Arts & Crafts)
- 2015: Hey Love (Arts & Crafts)